# Bauhausbücher

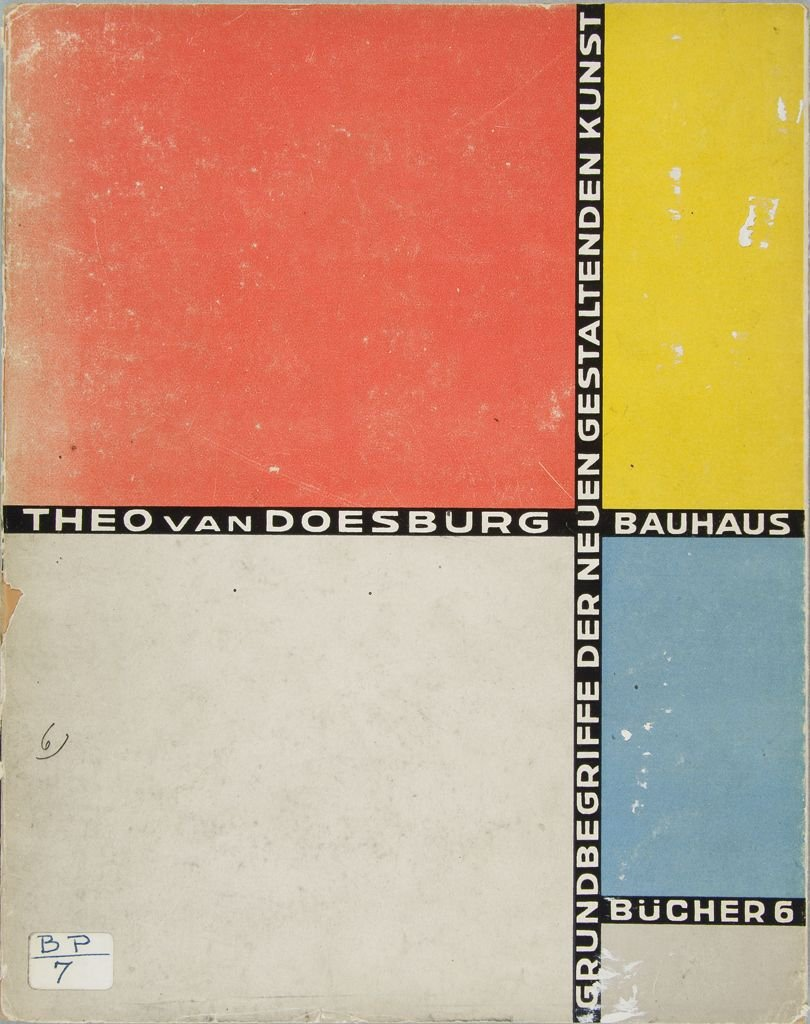
Bauhausbücher
Band 6, München 1925

Die Bauhausbücher sind eine Buchreihe, die von 1925 bis 1930 vom Bauhaus veröffentlicht wurde. Herausgeber waren Walter Gropius und László Moholy-Nagy. Die Bände erschienen im Albert Langen Verlag.

## Publikationsgeschichte

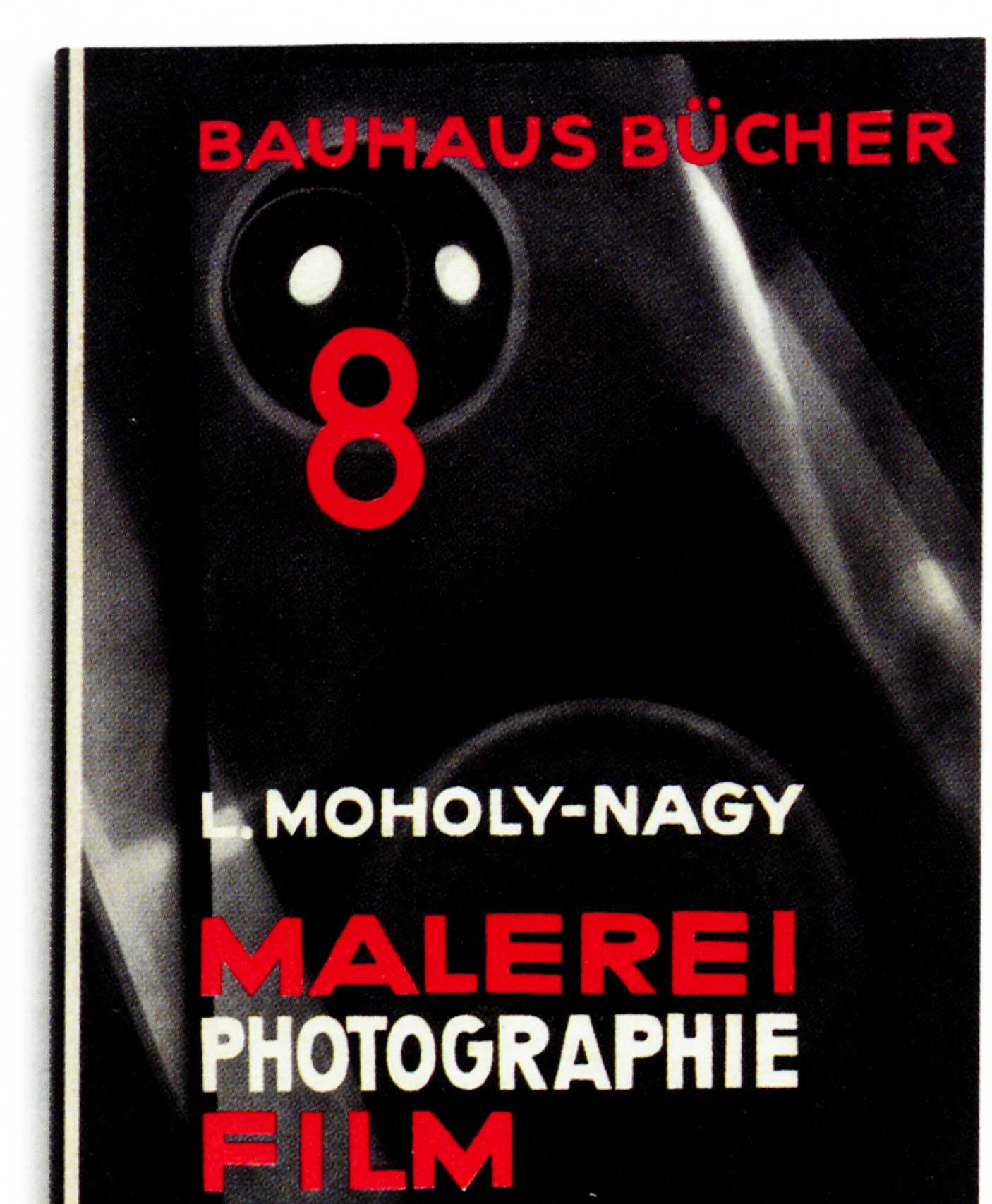
Bauhausbücher Band 8 1925

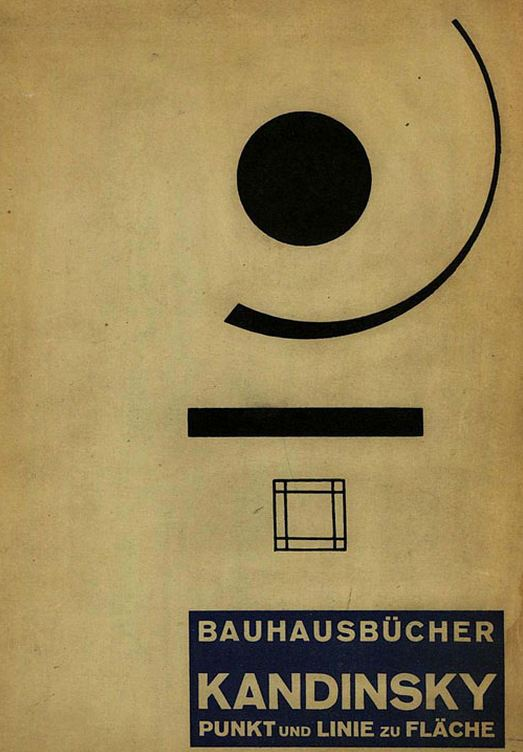
Bauhausbücher Band 9, München 1926

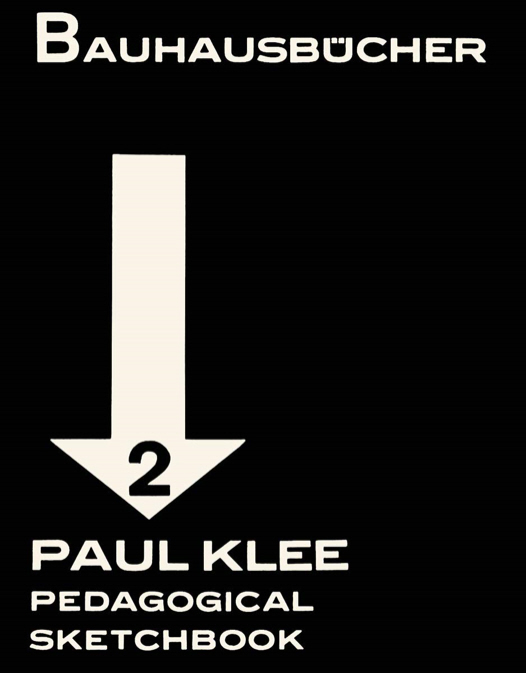
Band 2 in der englischen Übersetzung durch Sibyl Moholy-Nagy (1953)

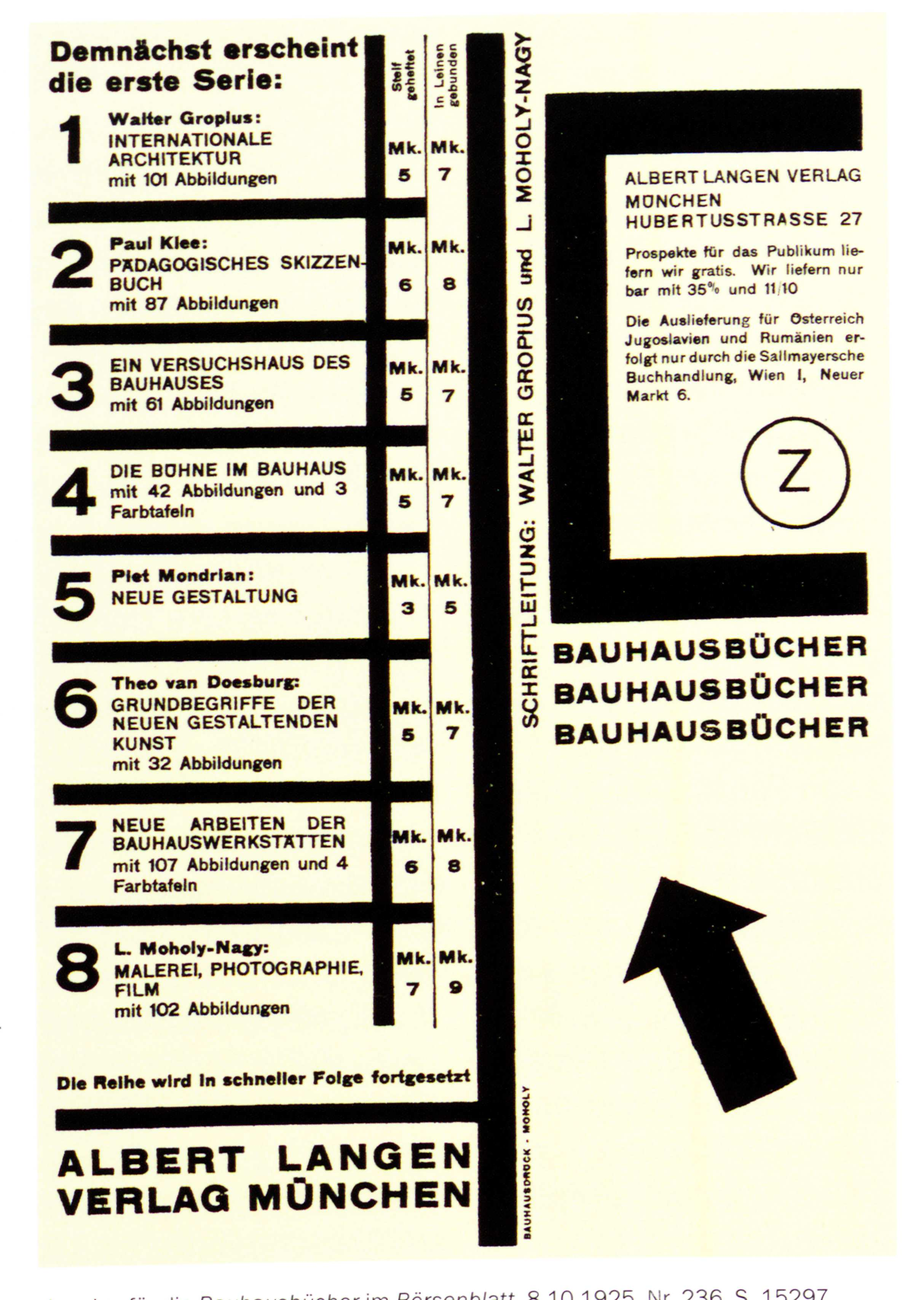
Anzeige im Börsenblatt 1925

Die Konzeption der Reihe geht auf den Herbst des Jahres 1923 zurück. Ursprünglich sollten die Bände in dem im Frühjahr 1923 gegründeten Bauhausverlag erscheinen. Dieser musste in wirtschaftlich schwierigen Zeiten bereits zwei Jahre später Insolvenz anmelden. Mit dem Verlag von Albert Langen wurde im Frühjahr 1925 kurzfristig ein Partner gefunden, der bereit war, das Projekt zu realisieren.
Zeitgleich fiel die Entscheidung, das Bauhaus Weimar zu verlassen und nach Dessau zu übersiedeln. Die meisten der im Herbst 1925 erschienen acht Bände wurden auf der Titelblattrückseite mit dem folgenden Hinweis versehen: „Dieses Buch wurde im Sommer 1924 zusammengestellt. Technische Schwierigkeiten verhinderten das rechtzeitige Erscheinen. Das Personalgremium des bisherigen Staatlichen Bauhauses hat seine Tätigkeit in Weimar abgeschlossen und setzt sie unter dem Namen DAS BAUHAUS IN DESSAU fort.“
Die ursprüngliche Zielsetzung war, die am Bauhaus geleistete Arbeit darzustellen, zu rechtfertigen und zu erklären. Insgesamt wurden bis 1930 14 Bände veröffentlicht, die sich in der Form abgeschlossener Monographien mit dem künstlerischen Schaffen und den zeitgenössischen Kunsttheorien beschäftigen.

## Die Buchreihe
- Walter Gropius: Internationale Architektur. Band 1, München 1925. (2., veränderte Aufl. 1927)
- Paul Klee: Pädagogisches Skizzenbuch. Band 2, München 1925. (2. Aufl. 1927)
- Adolf Meyer: Ein Versuchshaus des Bauhauses in Weimar. Band 3, München 1925.
- Oskar Schlemmer, László Moholy-Nagy, Farkas Molnár: Die Bühne im Bauhaus. Bauhausbücher, Band 4, München 1925.
- Piet Mondrian: Neue Gestaltung. Neoplastizismus. Nieuwe Beelding [übersetzt von Max Burchartz und Rudolf Franz Hartogh]. Band 5, München 1925.
- Theo van Doesburg: Grundbegriffe der neuen gestaltenden Kunst [übersetzt von Theo van Doesburg und Max Burchartz]. Band 6, München 1925.
- Walter Gropius: Neue Arbeiten der Bauhauswerkstätten. Band 7, München 1925.
- László Moholy-Nagy: Malerei Photographie Film. Band 8, München 1925. (2., veränderte Aufl. 1927 unter dem Titel Malerei Fotografie Film. München 1927)
- Wassily Kandinsky: Punkt und Linie zu Fläche. Beitrag zur Analyse der malerischen Elemente. Band 9, München 1926. (2. Aufl. 1928)
- Jacobus Johannes Pieter Oud: Holländische Architektur. Band 10, München 1926. (2., erw. Aufl. 1929)
- Kasimir Malewitsch: Die gegenstandslose Welt [übersetzt von Alexander van Riesen]. Band 11, München 1927.
- Walter Gropius: Bauhausbauten Dessau. Band 12, München 1930.
- Albert Gleizes: Kubismus [Die Übersetzung besorgte Frau Eulein Grohmann.]. Band 13, München 1928.
- Laszlo Moholy-Nagy: Von Material zu Architektur. Band 14, München 1929.

## „Neue Bauhausbücher“
Im Florian Kupferberg Verlag Mainz und im Gebr. Mann Verlag Berlin erschien seit 1971 die Reihe „Neue Bauhausbücher“, herausgegeben von Hans Maria Wingler. Sie umfasste Wiederauflagen alter „bauhausbücher“, die programmatisch gültig geblieben oder historisch besonders bedeutungsvoll sind, und neue Werke aus dem Ideenkreis des Bauhauses, in denen sich dessen lebendiges Weiterwirken erweist.
2021 brachte der Schweizer Verlag Lars Müller Publishers alle 14 Bauhausbücher im Schuber als „Special Edition“ in Englisch heraus.

## Ausstellungen
Im Jahr 2019 zeigte die Universitätsbibliothek Weimar unter dem Titel „Die Bauhausbücher: ein europäisches Publikationsprojekt des Bauhauses 1924–1930“ eine Ausstellung, die sich ausschließlich der Buchreihe widmete. Die Ausstellung wurde anschließend in der Universitätsbibliothek Trier gezeigt.